# Onychogomphus serrulatus
Onychogomphus serrulatus là loài chuồn chuồn trong họ Gomphidae. Loài này được Baumann mô tả khoa học đầu tiên năm 1898.